# Ram It Down
Ram It Down — одинадцятий студійний альбом англійського метал-гурту Judas Priest, який вийшов 13 травня 1988 року.

## Композиції
1. Ram It Down — 4:48
2. Heavy Metal — 5:58
3. Love Zone — 3:58
4. Come and Get It — 4:07
5. Hard as Iron — 4:09
6. Blood Red Skies — 7:50
7. I'm a Rocker — 3:58
8. Johnny B. Goode — 4:39
9. Love You to Death — 4:36
10. Monsters of Rock — 5:30

## Учасники запису
- Роб Гелфорд — вокал
- К. К. Даунінг — гітара
- Гленн Тіптон — гітара, синтезатор
- Ієн Гілл — бас-гітара
- Дейв Голланд — ударні, драм-машина[6]